# Половинко, Евгений Иванович
Евге́ний Ива́нович Полови́нко (18 октября 1952, Краснодар, СССР — 1 сентября 2021) — советский футболист, защитник.

## Карьера
Футболом начал заниматься в детстве, играл в любительских соревнованиях района, города и края. В 1968 году попал в дубль «Кубани», в составе которой затем дебютировал на взрослом уровне в 1970 году, провёл в том сезоне 3 встречи.
Затем в карьере наступил вынужденный перерыв, поскольку пришлось отслужить 2 года в армии. По возвращении домой летом 1973 года стал выступать за команду «Станкостроитель» в чемпионате края, благодаря играм за которую, снова получил приглашение в «Кубань».
В составе «Кубани» на этот раз выступал с 1974 по 1981 год, стал серебряным призёром Первой лиги в 1979 году, и затем сыграл 35 матчей за 2 сезона в Высшей лиге СССР. Всего за «Кубань» в чемпионатах, первенствах и Кубке СССР провёл 214 встреч, в которых забил 2 гола.
С 1984 по 1985 год выступал за новороссийский «Цемент», сыграл в его составе 40 матчей, забил 1 мяч.

## После карьеры
С февраля 1987 года работает детским тренером в СДЮСШОР-5 города Краснодара.

## Достижения
- 2-е место в Первой лиге СССР (выход в Высшую лигу): 1979